# Ferdinand de Candau
Jean François Marie Ferdinand de Candau, né à Grenade-sur-l'Adour le 12 mai 1847 et décédé à Mont-de-Marsan le 13 octobre 1901, est un homme politique français.

## Présentation
Ferdinand de Candau est issu d'une famille de notables originaire de Grenade-sur-l'Adour. Il mène une carrière politique à Mont-de-Marsan et lègue à son décès une partie de sa fortune à des bonnes œuvres.

### Famille
Ferdinand de Candau est le fils de François Polydore de Candau (né à Mont-de-Marsan - décédé à Grenade-sur-l'Adour, le 23 mai 1877) et de Marie-Madeleine, Caroline Jaymes, épousée à Grenade-sur-l'Adour le 17 août 1843 (décédée à Grenade-sur-l'Adour, le 5 octobre 1897). Il a une sœur cadette, Jeanne, Madeleine, Marie-Clémentine (Grenade-sur-l'Adour 1851 - Anglet 1904) qui décède célibataire.
Son grand-père paternel est Jean-François de Candau, ingénieur du Département (décédé le 9 octobre 1832 à l'âge de 80 ans), qui épouse le 23 pluviôse an XIII Marie-Claire, Emilie Laurans, issue d'une famille de riches négociants travaillant avec le port de Mont-de-Marsan, décédée le 12 janvier 1859. Ce grand-père a un frère portant le même prénom, né à Grenade-sur-l'Adour le 7 août 1758, qui est prébendier de Bresquit, à Mont-de-Marsan, en même temps que curé de Campet et en 1793, il prête le serment exigé sur la constitution civile du clergé avant de vite se rétracter, ce qui lui vaut une peine d'emprisonnement à l'ancien couvent des Clarisses de Mont-de-Marsan. Libéré le 12 ventôse an VIII, il devient, en 1801, curé de Bretagne-de-Marsan puis de Saint-Jean-d'Août et de Cère, en 1833.
Le 18 septembre 1890, Ferdinand de Candau épouse, à Bretagne-de-Marsan, Mathilde de Bétous, née à Gondrin le 29 septembre 1849, divorcée de Charles-Auguste Cuvreau le 14 novembre 1889. Le couple n'a pas d'enfants.

### Carrière militaire et politique
Ferdinand de Candau contracte un engagement volontaire pour la durée de la guerre franco-allemande de 1870. Il est maire de Mont-de-Marsan de 1895 à 1901. Pendant son mandat, il poursuit la politique d'embellissement de la place place Pascal-Duprat engagée par ses prédécesseurs. Il succède en 1897 au sénateur Louis Pazat au conseil général des Landes pour le canton de Mont-de-Marsan et refuse de se représenter à l'expiration de son premier mandat. Philanthrope et d'un caractère  modeste, il est séduit par les idées de la Franc-Maçonnerie mais conserve toute sa vie sa liberté de pensée, caractérisée par sa grande tolérance, héritée d'un humanisme envers ceux qui ne partagent pas ses opinions.

### Propriétaire foncier
Ferdinand de Candau hérite notamment d'une maison de famille située au n°26 rue Armand-Dulamon à Mont-de-Marsan, qui est en 1811 la propriété de son grand-père Jean-François de Candau, qui  lui-même en a hérité de son père, prénommé aussi Jean-François et de sa mère, née Jeanne de Poyferré. Cette famille possède également, depuis au moins le début du XVIIIe siècle, la propriété de Miredé, à Grenade-sur-l'Adour. Ferdinand de Candau fait construire et habite l'immeuble au n°1 du boulevard qui porte son nom, à l'angle du quai Silguy.
N'ayant pas d'enfant de son mariage, Ferdinand de Candau lègue par testament une partie de ses biens au fils né du premier mariage de son épouse, en particulier l'immeuble de Mont-de-Marsan. Il lègue également la somme de 10 000 francs pour la création d'une crèche, 10 000 francs pour la construction de la maternité et 20 000 francs pour l'hôpital Lesbazeilles. L'immeuble qui fait face à l'ancien hôpital, rue Lesbazeilles, porte une plaque rappelant cette fondation.

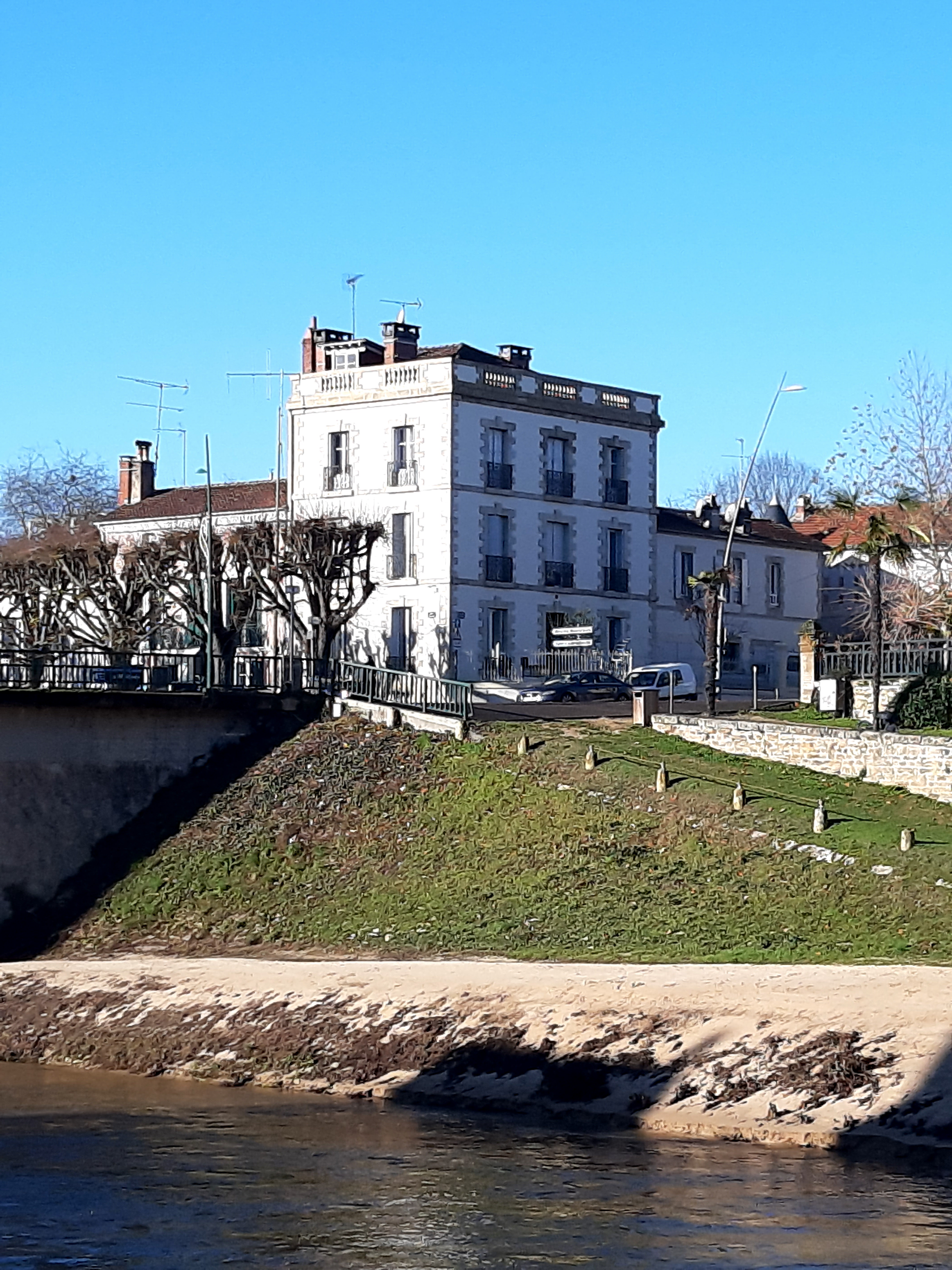
Maison située au n°1 boulevard Ferdinand-de-Candau, à l'angle du quai Silguy.
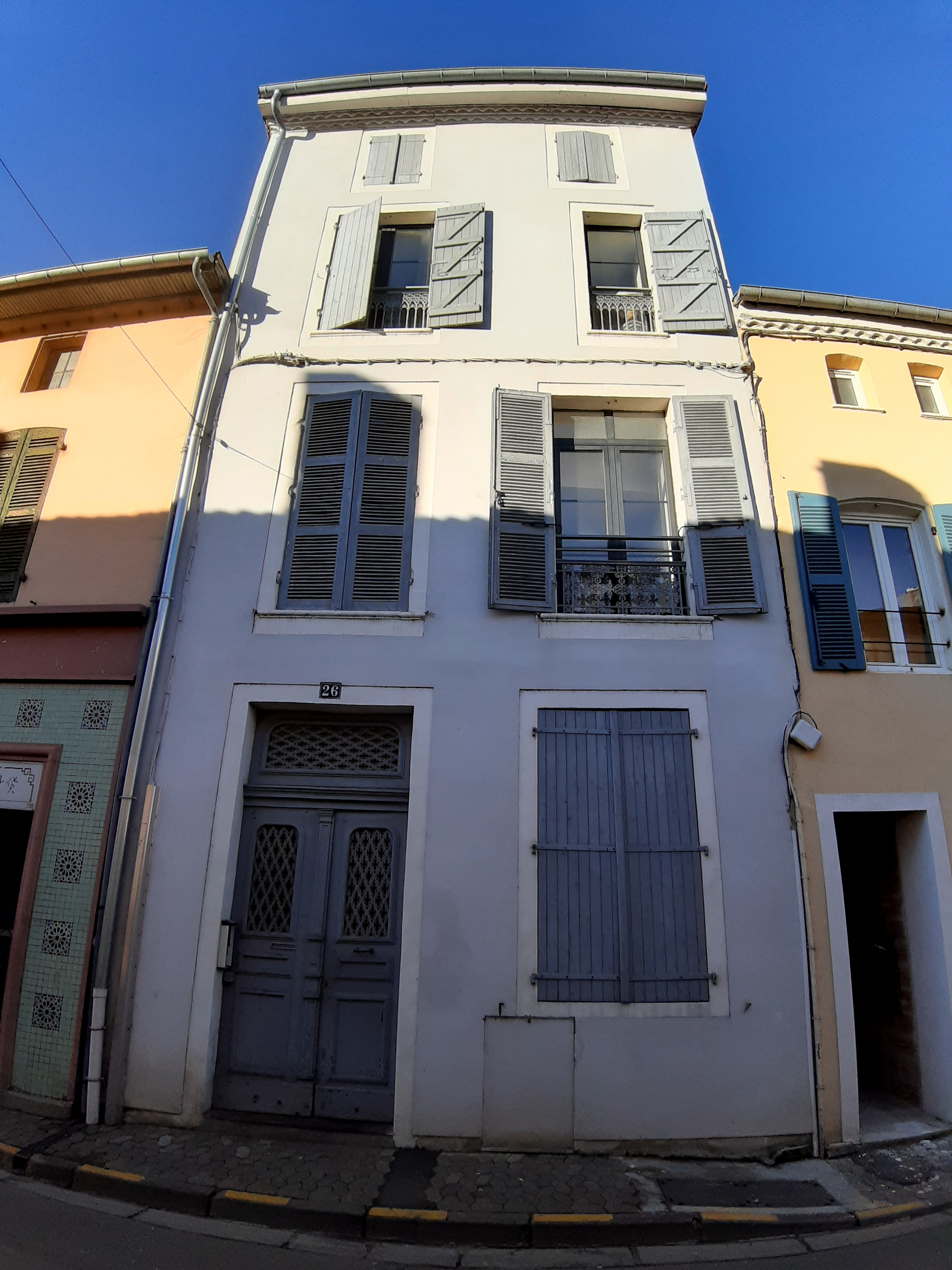
Maison située au n°26 rue Armand-Dulamon, ayant appartenu à Ferdinand de Candau.

### Postérité
Son nom est donné à un boulevard de Mont-de-Marsan en sa mémoire.

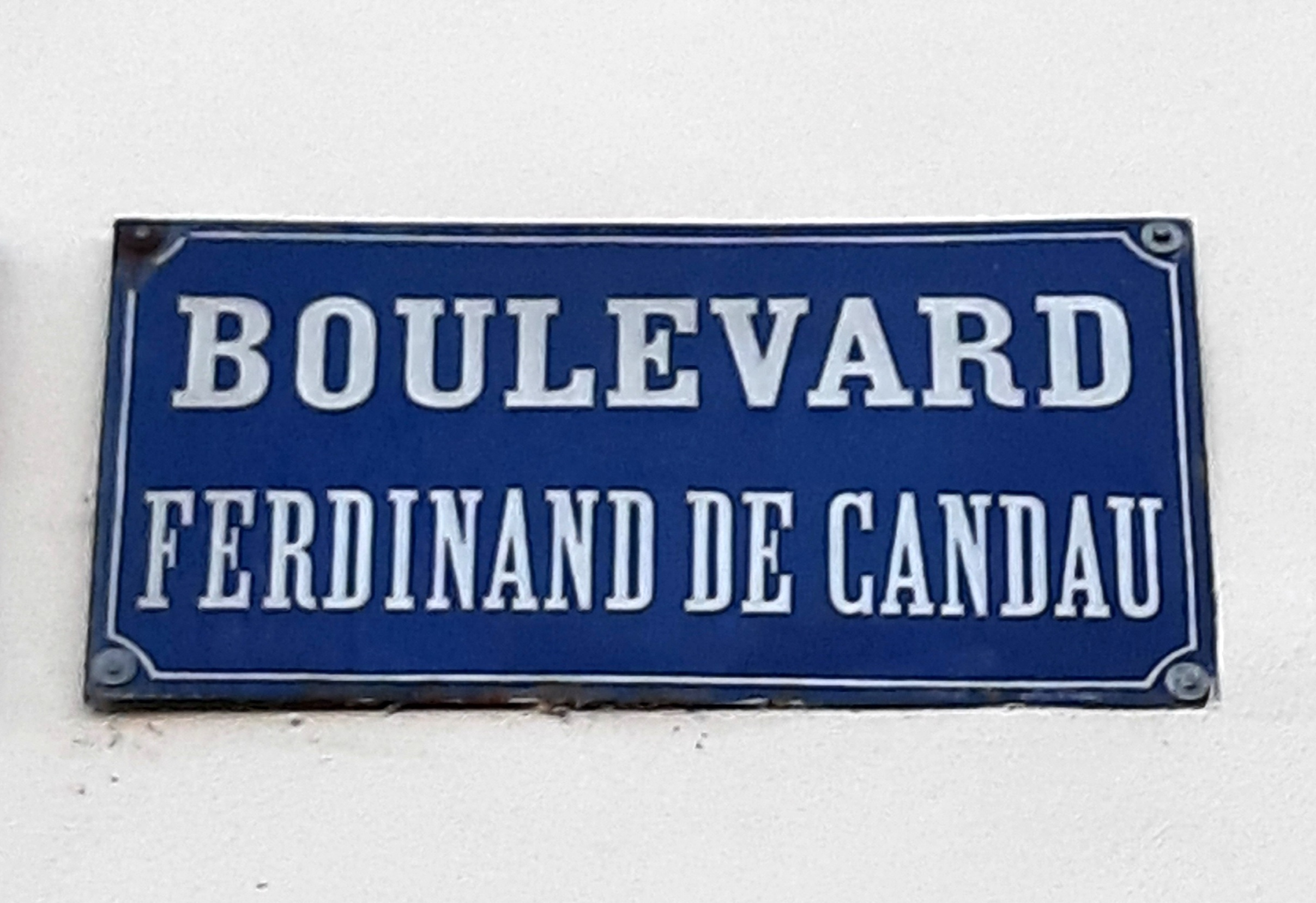
Panneau de rue du boulevard Ferdinand-de-Candau.
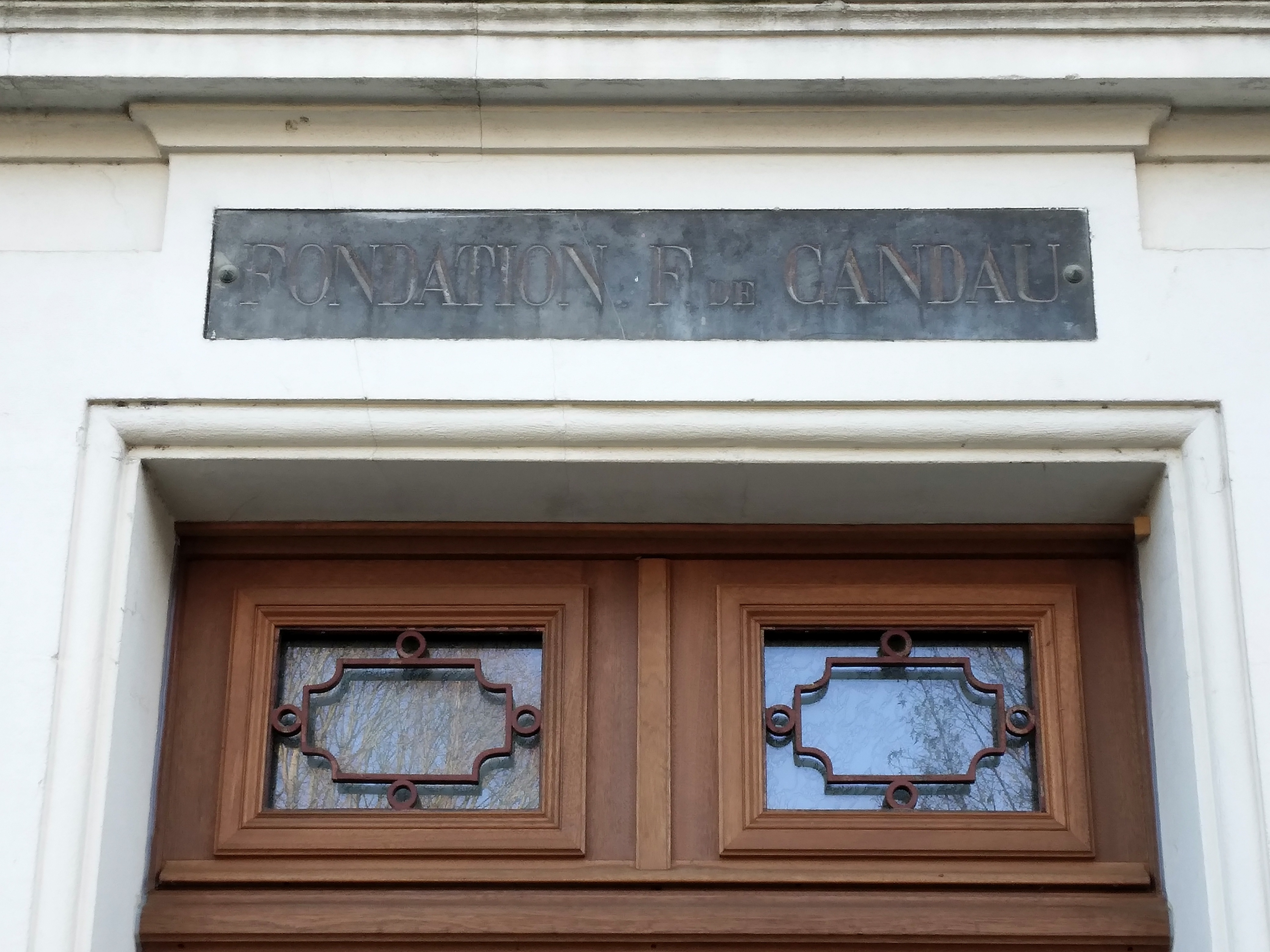
Fondation Ferdinand de Candau au 31 rue Augustin Lesbazeilles.